# Три з половиною дні з життя Івана Семенова — другокласника і другорічника
«Три з половиною дні з життя Івана Семенова, другокласника і другорічника» — радянський художній фільм 1966 року, знятий на Пермській студії телебачення за мотивами книги Льва Давидичева «Великотрудне, повне негараздів і небезпек життя Івана Семенова, другокласника і другорічника».

## Сюжет
Радянський школяр Іван Семенов — найнещасніша людина на світі, тому що він не любить вчитися. Всі навколишні намагаються вплинути на нього, але постійно втручається бабуся, яка балує його. А ще він — невтомний фантазер і мрійник і постійно потрапляє в безліч історій.
Фільм починається, коли Іван грає з дітьми в «космонавта» — сідає в бочку в картонному скафандрі і «злітає» вгору за допомогою мотузки і лебідки, а також з шумовими і димовими ефектами. Рятують його пожежні.
День перший — Іван прокидається і йде в школу, по дорозі перекривлюючи перехожого-заїку і кішку, що сидить за вікном. У школі прикидається заїкою, поки вчителька не ставить йому 5+. Вчителька знайомить клас з Аделаїдою з 4-го класу — «буксиром» для Івана. Після уроку Іван затіває бійку з кращим другом Колькою. В учительській Іван мав важку розмову з учителькою і вирішив прикинутися лунатиком. Аделаїда і ще кілька дітей вирішують перевірити, чи ходить вночі Іван-лунатик по дахах, і в пізню годину відправляються до його дому. Міліціонер, побачивши школярів, що розгулюють поза домом в недозволений час, розганяє їх по домівках.
День другий — після уроків діти грають в шпигунів. Іван в капелюсі і чорних окулярах «вбиває» з пістолета сторожа і тікає. Діти намагаються зловити його, Іван забігає в під'їзд, випадково потрапляє в незачинену квартиру і ховається під стіл. За ним до кімнат входять двоє дорослих і ведуть явно шпигунські бесіди, поклавши справжнісінький пістолет на стіл. Іван бере пістолет і намагається затримати шпигунів, але пістолет не стріляє, а шпигуни виявляються артистами, що репетирують шпигунську п'єсу. Іван знову тікає, але «убитий» сторож бере його в полон і відводить до школи. Там Аделаїда намагається змусити його вчити уроки, але коли у неї нічого не виходить, вона каже: «Вивчиш уроки сам — або завтра я перед всією школою оголошую тебе РВ — розумово відсталим». Увечері Іван намагається вчити уроки, «Лінь-матінка» його відмовляла, але він терпляче зробив всі домашні завдання.
День третій — Іван вперше в житті прокинувся сам, без допомоги бабусі, розпалив плиту і поставив чайник на вогонь. Бабуся, побачивши це, страшно образилася: «Я що, зовсім тепер не потрібна?». Іван йде в школу, нікого не дратує, в дзеркалі собі корчить всього лише одну пику. Незважаючи на вивчені уроки, його жодного разу не запитали, чи не викликали до дошки. Образившись, він біжить хуліганити на перерві, топить в калюжі свого кашкета, а потім Кольку. Вперше в цій сцені йому соромно. Додому Іван повертається з Аделаїдою. Вдома ображена бабуся зображує важко хвору. Аделаїда з Іваном готують хворій бабусі обід, від чого бабуся ще більше ображається.
День четвертий — бунтівна бабуся вперше не розбудила Івана. Він спішно одягається, біжить до школи і кричить «Запізнився!». Проїжджавший повз на мотоциклі з коляскою міліціонер садить його в коляску: «Не люблю, коли спізнюються». Міліціонер з Іваном їдуть в сторону школи.

## У ролях
- Володимир Воробєй —  Іван Семенов
- Олена Калашникова —  Аделаїда
- Борис Іхлов —  Колька Вєткін
- Маргарита Уткіна —  Анюта
- Олександр Бабушкін —  Пашка
- В'ячеслав Мітянін —  Алік
- Віра Масалова —  вчителька Ганна Антонівна
- Алла Радлова —  мама
- Еміль Мухін —  тато
- З. Пепеляєва —  Лінь-матінка
- В'ячеслав Расцвєтаєв —  артист-шпигун
- Дмитро Шилко —  артист-шпигун
- Костянтин Березовський —  заїка, «меністр»

## Знімальна група
- Режисер — Костянтин Березовський
- Сценарист — Лев Давидичев
- Оператор — А. Медведєв
- Композитор — Герман Селезньов
- Художник — М. Неманов